# 148 г. пр.н.е.
148 (сто четиридесет и осма) година преди новата ера (пр.н.е.) е година от доюлианския (Помпилийски) римски календар.

## Събития

### В Римската република
- Консули са Спурий Постумий Албин Магнус и Луций Калпурний Пизон Цезонин.
- По заповед на консула Албин е построен пътя Виа Постумия от Генуа до Аквилея.[1]
- Албин получава командването срещу Картаген в Третата пуническа война.[2]
- Царят на Пергам Атал II подкрепя римляните срещу претендента Андриск.[1]
- Квинт Цецилий Метел Македоник разбива Андриск и армията му и скоро след това го пленява.[1]

### В Азия
- Медия е нападната и окупирана от царя на партите Митридат I.[1]
- Сузиана е превзета от еламитите.[1]

### В Африка
- След смъртта на цар Масиниса Нумидия е разделена от Публий Корнелий Сципион Емилиан между тримата му законни синове.[3]

## Починали
- Масиниса, цар на Нумидия (роден 238 г. пр.н.е.)

Бележки: